# Agrostis blasdalei
Agrostis blasdalei är en gräsart som beskrevs av Albert Spear Hitchcock. Agrostis blasdalei ingår i släktet ven, och familjen gräs.
Artens utbredningsområde är Kalifornien. Inga underarter finns listade i Catalogue of Life.

## Bildgalleri

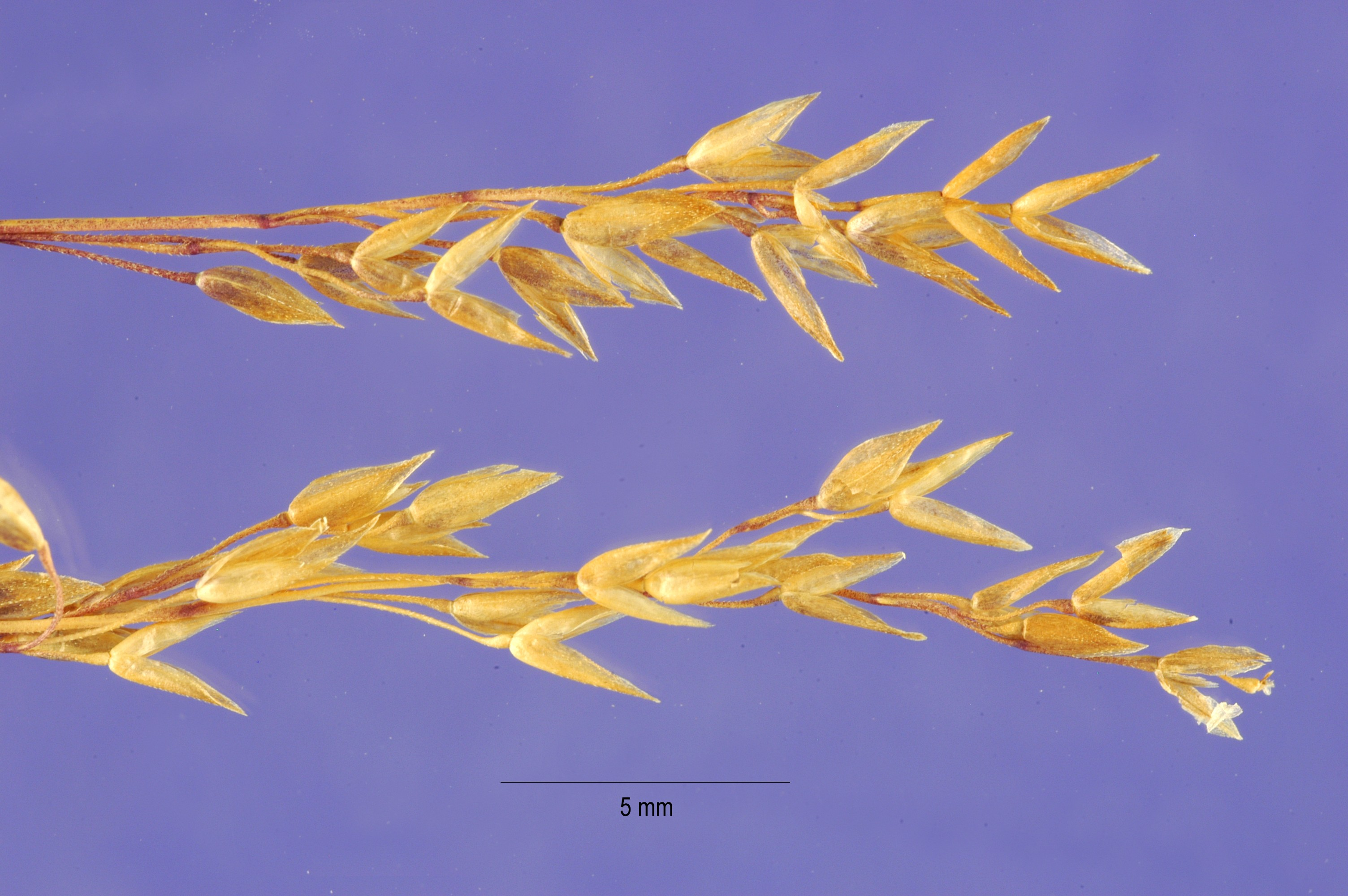